# Nekrolog März 2005
Nekrolog
◄◄
| ◄
| 2001
| 2002
| 2003
| 2004
| 2005 | 2006 | 2007 | 2008 | 2009 | ► | ►►
Januar |
Februar |
März |
April |
Mai |
Juni |
Juli |
August |
September |
Oktober |
November |
Dezember 2005
Weitere Ereignisse | Allgemeiner Nekrolog 2005
Die Beschreibung der verstorbenen Person sollte so kurz wie möglich gehalten sein und nur deren signifikante Tätigkeit(en) enthalten.
Neue Namen ggf. auch unter dem Geburts- und Sterbedatum, also etwa unter 1. Januar und im Geburts- und Sterbejahr (2024) eintragen (nur bei entsprechender großer Wichtigkeit). Für Beispiele siehe die schon vorhandenen Artikel.
Außerdem über die fünf zuletzt Verstorbenen, zu denen es einen ausreichend guten Artikel für eine Präsentation auf der Hauptseite gibt, nach der todesbedingten Überarbeitung der Artikel ggf. auch unter Wikipedia Diskussion:Hauptseite informieren und sie am besten auch in den anderen Wikipedia-Sprachversionen eintragen. Tipp: Regelmäßig bei news.google.de nach „ist tot“, „gestorben“ oder „verstorben“ suchen.
Wenn eine Person gestorben ist, gibt es viele Seiten zu dieser Person in der Wikipedia, die davon auch betroffen sind und entsprechend aktualisiert werden müssen. Beispiele: Namenübersichtsseite, Geburtsjahr, Geburtsort-Seiten und viele mehr.
Wie finde ich die betroffenen Seiten?
Im Suchfeld auf der linken Seite gibt man den Suchbegriff so ein: „Vorname Nachname“. Dann klickt man auf Volltext und alle Seiten mit entsprechendem Suchtext werden aufgerufen. Hier sieht man dann schnell, wo auch das Todesjahr Sinn macht oder sogar ein Teil des Artikels angepasst werden muss. Auch hilft das „Werkzeug“ auf der linken Seite sehr gut, um solche Seiten aufzufinden: „Links auf diese Seite“. Somit ist die Wikipedia wieder aktuell in allen Bereichen! Hinweis: bei Eintragung der Kategorie „Gestorben JAHR“ wird der Missbrauchsfilter 49 ausgelöst, was jedoch nicht schlimm ist. Siehe: Spezial:Missbrauchsfilter/49
Dies ist eine Liste von im März 2005 verstorbenen bekannten Persönlichkeiten. Die Einträge erfolgen innerhalb der einzelnen Daten alphabetisch sortiert. Tiere sind im Nekrolog für Tiere zu finden.

## März
| Tag      | Name                                        | Beruf, bekannt als                                                                                              | Alter | Beleg |
| -------- | ------------------------------------------- | --- | ----- | ----- |
| 1. März  | Cissy van Bennekom                          | niederländische Schauspielerin                                                                                  | 93    |       |
| 1. März  | George „Wild Child“ Butler                  | US-amerikanischer Blues-Mundharmonikaspieler und Sänger                                                         | 68    |       |
| 1. März  | Dieter Georgi                               | deutsch-US-amerikanischer Theologe                                                                              | 75    |       |
| 1. März  | Wiktor Arsenjewitsch Kapitonow              | russischer Radsportler                                                                                          | 71    |       |
| 1. März  | Chava Lifshitz                              | israelische Chemikerin                                                                                          | 68    |       |
| 1. März  | Alba Maiolini                               | italienische Schauspielerin                                                                                     | 88    |       |
| 1. März  | Peter Zvi Malkin                            | israelischer Geheimagent                                                                                        | 77    |       |
| 1. März  | Holger Nurmela                              | schwedischer Eishockeyspieler                                                                                   | 84    |       |
| 1. März  | Heinrich Wilhelmi                           | deutscher Ingenieur und Professor für Mess-, Steuer- und Regelungstechnik                                       | 98    |       |
| 2. März  | Djamel Amrani                               | algerischer Schriftsteller                                                                                      | 69    |       |
| 2. März  | Tillie K. Fowler                            | US-amerikanische Politikerin                                                                                    | 62    |       |
| 2. März  | Juan Koscina                                | chilenischer Fußballspieler                                                                                     | 58    |       |
| 2. März  | Arnold Kränzlein                            | österreichischer Rechtswissenschaftler                                                                          | 83    |       |
| 2. März  | Ivan Parík                                  | slowakischer Komponist                                                                                          | 68    |       |
| 2. März  | Theo Reubel-Ciani                           | deutscher Redakteur und Autor                                                                                   | 83    |       |
| 2. März  | Richter Roegholt                            | niederländischer Historiker                                                                                     | 79    |       |
| 2. März  | Eugenio Santiago Peyrou                     | argentinischer, römisch-katholischer Bischof von Comodoro Rivadavia                                             | 91    |       |
| 2. März  | Walter Tschernich                           | deutscher Schauspieler, Sänger und Synchronsprecher                                                             | 74    |       |
| 3. März  | George Atkinson                             | US-amerikanischer Stuntman, Gelegenheitsschauspieler und Geschäftsmann                                          | 69    |       |
| 3. März  | Martin Denny                                | US-amerikanischer Jazzpianist                                                                                   | 93    |       |
| 3. März  | Wolfgang Gockel                             | deutscher Archäologe                                                                                            | 62    |       |
| 03. März | Helga Klier                                 | östrreichische Politikerin                                                                                      | 62    |       |
| 3. März  | Marius Mautner Markhof                      | österreichischer Banker, Unternehmer und Sportfunktionär                                                        | 76    |       |
| 3. März  | Rinus Michels                               | niederländischer Fußballtrainer                                                                                 | 77    |       |
| 3. März  | Guylaine St-Onge                            | kanadische Schauspielerin                                                                                       | 40    |       |
| 4. März  | Mihai Brediceanu                            | rumänischer Komponist, Dirigent und Musikwissenschaftler                                                        | 84    |       |
| 4. März  | Nicola Calipari                             | italienischer Mitarbeiter des Auslandsgeheimdiensts SISMI                                                       | 51    |       |
| 4. März  | Otto Gritschneder                           | deutscher Rechtshistoriker, Rechtsanwalt und Publizist                                                          | 91    |       |
| 4. März  | Eric H. Houwink                             | niederländischer Chemiker und Biotechnologe                                                                     | 76    |       |
| 4. März  | Marvin Jenkins                              | US-amerikanischer Jazzmusiker                                                                                   | 72    |       |
| 4. März  | Jurij Krawtschenko                          | ukrainischer Politiker, Innenminister der Ukraine                                                               | 53    |       |
| 4. März  | Carlos Sherman                              | belarussisch-spanischer Übersetzer und Schriftsteller                                                           | 70    |       |
| 4. März  | Gisela Vollmer                              | deutsche Historikerin und Archivarin                                                                            | 82    |       |
| 4. März  | Thomas Wilkening                            | deutscher Fernsehproduzent                                                                                      | 48    |       |
| 4. März  | Sergiu Comissiona                           | rumänisch-israelisch-US-amerikanischer Dirigent und klassischer Geiger                                          | 76    |       |
| 5. März  | Morris Engel                                | US-amerikanischer Photograph, Kameramann, Drehbuchautor und Regisseur                                           | 86    |       |
| 5. März  | Wilhelm Melcher                             | deutscher Violinist, Primarius des Melos Quartetts                                                              | 64    |       |
| 5. März  | Gunnar von Proschwitz                       | schwedischer Romanist und Literaturwissenschaftler                                                              | 82    |       |
| 5. März  | David Sheppard, Baron Sheppard of Liverpool | britischer Cricketspieler und anglikanischer Theologe                                                           | 75    |       |
| 5. März  | Leo Winters                                 | US-amerikanischer Politiker                                                                                     | 82    |       |
| 6. März  | Hans Bethe                                  | US-amerikanischer Physiker deutscher Herkunft und Nobelpreisträger                                              | 98    |       |
| 6. März  | Hans von der Groeben                        | deutscher Politiker (unabhängig), Wissenschaftler, Publizist und Mitglied der Europäischen Kommission (1958–... | 97    |       |
| 6. März  | Fritz Kersten                               | deutscher Politiker (FDP), MdL                                                                                  | 69    |       |
| 6. März  | Jean Löring                                 | deutscher Mäzen                                                                                                 | 70    |       |
| 6. März  | Gladys Marín                                | chilenische Politikerin                                                                                         | 63    |       |
| 6. März  | Else Merke                                  | deutsche Politikerin, MdV, Mitglied des Staatsrates der DDR                                                     | 84    |       |
| 6. März  | Roberto Pansera                             | argentinischer Bandoneonist, Organist, Bandleader, Arrangeur und Komponist                                      | 72    |       |
| 6. März  | Erwin Plevan                                | österreichischer Architekt                                                                                      | 79    |       |
| 6. März  | Thakar Singh                                | indischer Sikh, Vertreter der Sant Mat-Lehre                                                                    | 75    |       |
| 6. März  | Herbert Steininger                          | österreichischer Jurist                                                                                         | 71    |       |
| 6. März  | Tommy Vance                                 | britischer Radiomoderator                                                                                       | 64    |       |
| 6. März  | Teresa Wright                               | US-amerikanische Schauspielerin                                                                                 | 86    |       |
| 7. März  | Walter Arendt                               | deutscher Politiker (SPD), MdB, MdEP                                                                            | 80    |       |
| 7. März  | John Box                                    | britischer Szenenbildner (Art Director und Production Designer)                                                 | 85    |       |
| 7. März  | Alfred Dick                                 | deutscher Politiker (CSU), MdL und Umweltminister                                                               | 77    |       |
| 7. März  | José Gottardi Cristelli                     | italienischer Salesianer Don Boscos, Missionar und römisch-katholischer Erzbischof                              | 81    |       |
| 7. März  | Debra Hill                                  | US-amerikanische Drehbuchautorin und Filmproduzentin                                                            | 54    |       |
| 7. März  | Bildad Kaggia                               | kenianischer Politiker                                                                                          |       |       |
| 8. März  | Hans Bänziger                               | Schweizer Germanist, Hochschullehrer, Redaktor und Literaturhistoriker                                          | 88    |       |
| 8. März  | Peter Bräutigam                             | deutscher Fotograf und Thüringer Landesinnungsmeister                                                           | 63    |       |
| 8. März  | Larry Bunker                                | US-amerikanischer Jazzschlagzeuger                                                                              | 76    |       |
| 8. März  | Paula Karpinski                             | deutsche Politikerin (SPD), MdHB                                                                                | 107   |       |
| 8. März  | Peter Keetman                               | deutscher Fotograf                                                                                              | 88    |       |
| 8. März  | César Lattes                                | brasilianischer Experimental-Physiker                                                                           | 80    |       |
| 8. März  | Jeanette Baroness Lips von Lipstrill        | österreichische Kunstpfeiferin                                                                                  | 80    |       |
| 8. März  | Aslan Alijewitsch Maschadow                 | Präsident von Tschetschenien                                                                                    | 53    |       |
| 8. März  | Brigitte Mira                               | deutsche Schauspielerin, Kabarettistin und Chanson-Sängerin                                                     | 94    |       |
| 8. März  | Luciano Nervi                               | italienischer römisch-katholischer Bischof von Mangochi                                                         | 67    |       |
| 8. März  | Gavino Rotor                                | Orchideenforscher                                                                                               | 87    |       |
| 8. März  | Werner Schweikert                           | deutscher Bibliograph                                                                                           | 72    |       |
| 9. März  | Heinz M. Bleicher                           | deutscher Verleger                                                                                              | 82    |       |
| 9. März  | Glenn Davis                                 | US-amerikanischer Footballspieler                                                                               | 80    |       |
| 9. März  | Josef Fuchs                                 | katholischer Theologe und Jesuit                                                                                | 92    |       |
| 9. März  | Sheila Gish                                 | britische Theater- und Filmschauspielerin                                                                       | 62    |       |
| 9. März  | Benno Hoffmann                              | deutscher Ballettmeister, Synchronsprecher und Schauspieler                                                     | 85    |       |
| 9. März  | Chris LeDoux                                | US-amerikanischer Country-Sänger und Rodeo-Reiter                                                               | 56    |       |
| 9. März  | Kurt Lotz                                   | deutscher Vorstandsvorsitzender der Volkswagen AG                                                               | 92    |       |
| 9. März  | István Nyers                                | ungarischer Fußballspieler                                                                                      | 80    |       |
| 9. März  | Hans Schönberger                            | deutscher Archäologe und Hochschullehrer                                                                        | 88    |       |
| 9. März  | Tsukamoto Kunio                             | japanischer Lyriker                                                                                             | 84    |       |
| 10. März | Dave Allen                                  | irischer Komiker                                                                                                | 68    |       |
| 10. März | Giulio Battelli                             | italienischer Archivar, Paläograf und Hochschullehrer                                                           | 100   |       |
| 10. März | Ery Bos                                     | niederländisch-deutsche Schauspielerin                                                                          | 96    |       |
| 10. März | Danny Joe Brown                             | US-amerikanischer Sänger Sänger von Molly Hatchet                                                               | 53    |       |
| 10. März | Otto Carlsson                               | deutscher Jurist und Politiker (CDU)                                                                            | 85    |       |
| 10. März | Zbigniew Jasiukiewicz                       | polnischer Volleyballspieler und -trainer                                                                       | 57    |       |
| 10. März | Mindy Jostyn                                | US-amerikanische Sängerin und Multiinstrumentalistin                                                            | 48    |       |
| 10. März | Rüdiger Kollar                              | deutscher Lehrer und Amateurastronom                                                                            | 79    |       |
| 10. März | Marianne Lange                              | deutsche Kulturpolitikerin (SED)                                                                                | 94    |       |
| 10. März | Mathias Ledoux                              | französischer Kameramann und Filmregisseur                                                                      | 51    |       |
| 10. März | Heinrich Müller                             | deutscher Politiker (SPD), MdB                                                                                  | 85    |       |
| 10. März | Cesare Perfetto                             | italienischer Humorist und Autor                                                                                | 85    |       |
| 10. März | Volker Pingel                               | deutscher Historiker, Professor für Vor- und Frühgeschichte                                                     | 63    |       |
| 11. März | Cherry Drummond, 16. Baroness Strange       | britische Peeress und Querbänklerin im House of Lords                                                           | 76    |       |
| 11. März | Karen Wynn Fonstad                          | US-amerikanische Schriftstellerin und Kartografin                                                               | 59    |       |
| 11. März | Stanley Grenz                               | US-amerikanischer Theologe und Ethiker                                                                          | 55    |       |
| 11. März | Alfred Kunzmann                             | deutscher Industriekaufmann, Gewerkschafter und Senator (Bayern)                                                | 81    |       |
| 11. März | Guglielmo Spoletini                         | italienischer Schauspieler                                                                                      | 76    |       |
| 11. März | Herbert A. Strauss                          | deutsch-US-amerikanischer Historiker                                                                            | 86    |       |
| 12. März | Karl Blessing                               | deutscher Verleger                                                                                              | 63    |       |
| 12. März | Norbert Callens                             | belgischer Radrennfahrer                                                                                        | 80    |       |
| 12. März | Amir Drori                                  | israelische Militärperson                                                                                       | ≈68   |       |
| 12. März | Ema Shōko                                   | japanische Dichterin und Librettistin                                                                           | 91    |       |
| 12. März | Elzbieta Ettinger                           | polnisch-US-amerikanische Hochschullehrerin und Autorin                                                         | 79    |       |
| 12. März | Lisa Fittko                                 | österreichische Schriftstellerin und Widerstandskämpferin                                                       | 95    |       |
| 12. März | Vytautas Paliūnas                           | litauischer Ingenieur und Politiker, Mitglied des Seimas                                                        | 74    |       |
| 12. März | Manfred Zeiner                              | deutscher Politiker (SPD), MdL                                                                                  | 84    |       |
| 13. März | Lyn Collins                                 | US-amerikanische Soulsängerin                                                                                   | 56    |       |
| 13. März | Gustav Hertzfeldt                           | deutscher Politiker, Botschafter der DDR in der VR China                                                        | 76    |       |
| 13. März | Hans Loch                                   | österreichischer Architekt                                                                                      | 81    |       |
| 13. März | Gert Otto                                   | deutscher evangelischer Theologe                                                                                | 78    |       |
| 13. März | Gabriele Stammberger                        | deutsche Kommunistin und Lektorin                                                                               | 94    |       |
| 13. März | Yoshihisa Taira                             | japanischer Komponist                                                                                           | 67    |       |
| 13. März | Zouhair Yahyaoui                            | tunesischer Dissident                                                                                           | 37    |       |
| 14. März | Chu Yong-bok                                | südkoreanischer Politiker und Premierminister                                                                   | 77    |       |
| 14. März | Volker Danner                               | deutscher Fußballtorwart                                                                                        | 62    |       |
| 14. März | Jerome D. Frank                             | US-amerikanischer Psychologe und Psychotherapieforscher                                                         | 95    |       |
| 14. März | Midhat Gluhačević                           | bosnischer Fußballspieler                                                                                       | 39    |       |
| 14. März | Giuseppe Torti                              | römisch-katholischer Erzbischof                                                                                 | 77    |       |
| 14. März | Simon Webb                                  | britischer Schachspieler                                                                                        | 55    |       |
| 14. März | Akira Yoshizawa                             | japanischer Origami-Meister                                                                                     | 94    |       |
| 14. März | Robert Zimmerling                           | deutscher Schauspieler                                                                                          | 80    |       |
| 15. März | Renzo Alverà                                | italienischer Bobsportler                                                                                       | 72    |       |
| 15. März | Ghalib Andang                               | philippinischer Terrorist                                                                                       |       |       |
| 15. März | Don Durant                                  | US-amerikanischer Schauspieler und Sänger                                                                       | 72    |       |
| 15. März | Detlef Gaedt                                | deutscher Unternehmer                                                                                           |       |       |
| 15. März | Jean-Pierre Genet                           | französischer Radrennfahrer                                                                                     | 64    |       |
| 15. März | Eduard Josef Gübelin                        | Schweizer Pionier der Edelsteinforschung                                                                        | 91    |       |
| 15. März | Konrad Hesse                                | Richter des Bundesverfassungsgerichts                                                                           | 86    |       |
| 15. März | Loe de Jong                                 | niederländischer Historiker und Journalist                                                                      | 90    |       |
| 15. März | Miklós Kretzoi                              | ungarischer Paläontologe                                                                                        | 98    |       |
| 15. März | Hans Kwiet                                  | deutscher Schauspieler und Fernsehproduzent                                                                     | 73    |       |
| 15. März | Bill McGarry                                | englischer Fußballspieler und -trainer                                                                          | 77    |       |
| 15. März | Shōji Nishio                                | japanischer Aikido-Lehrer                                                                                       | 77    |       |
| 15. März | Bert Pronk                                  | niederländischer Radrennfahrer                                                                                  | 54    |       |
| 16. März | Arciso Artesiani                            | italienischer Motorradrennfahrer                                                                                | 83    |       |
| 16. März | Todd Bell                                   | US-amerikanischer American-Football-Spieler                                                                     | 46    |       |
| 16. März | Mohammed Bijeh                              | iranischer Serienmörder                                                                                         | 30    |       |
| 16. März | William Brown                               | britischer Bauingenieur                                                                                         | 76    |       |
| 16. März | Karl Buttmann                               | deutscher Architekt und Hochschullehrer                                                                         | 98    |       |
| 16. März | Timofei Alexandrowitsch Dokschizer          | ukrainischer Trompeter, Dirigent und Komponist                                                                  | 83    |       |
| 16. März | Ralph Erskine                               | britisch-schwedischer Architekt                                                                                 | 91    |       |
| 16. März | Jan Hemelrijk                               | niederländischer Mathematiker                                                                                   | 86    |       |
| 16. März | Allan Hendrickse                            | südafrikanischer Politiker                                                                                      | 77    |       |
| 16. März | Justin Hinds                                | jamaikanischer Sänger                                                                                           | 62    |       |
| 16. März | Chris van der Klaauw                        | niederländischer Diplomat und Politiker                                                                         | 80    |       |
| 16. März | William Lehman                              | US-amerikanischer Politiker                                                                                     | 91    |       |
| 16. März | Ernst Philipp                               | deutscher Offizier, zuletzt Generalmajor der Bundeswehr                                                         | 92    |       |
| 16. März | Horst Torka                                 | deutscher Schauspieler                                                                                          | 78    |       |
| 17. März | Gary Bertini                                | israelischer Dirigent und Komponist                                                                             | 77    |       |
| 17. März | Klaus Dierks                                | deutsch-namibischer Verkehrsplaner und -ingenieur                                                               | 69    |       |
| 17. März | László Fejes Tóth                           | ungarischer Mathematiker                                                                                        | 90    |       |
| 17. März | Lalo Guerrero                               | US-amerikanischer Sänger lateinamerikanischer Musik                                                             | 88    |       |
| 17. März | Sverre Holm                                 | norwegischer Schauspieler                                                                                       | 73    |       |
| 17. März | Wolf In der Maur                            | österreichischer Journalist und Herausgeber                                                                     | 81    |       |
| 17. März | George F. Kennan                            | US-amerikanischer Historiker und Diplomat                                                                       | 101   |       |
| 17. März | Jean Muller                                 | französischer Brückenbauingenieur                                                                               | 79    |       |
| 17. März | Andre Norton                                | US-amerikanische Schriftstellerin                                                                               | 93    |       |
| 17. März | Peter Petersen                              | deutscher Politiker (CDU), MdB                                                                                  | 78    |       |
| 17. März | Czesław Słania                              | polnischer Graveur von Briefmarken und Geldscheinen                                                             | 83    |       |
| 18. März | Encarnación Cabré                           | spanischer Archäologe                                                                                           | 93    |       |
| 18. März | Ömer Diler                                  | türkischer Numismatiker                                                                                         |       |       |
| 18. März | Rudolf Ekstein                              | US-amerikanischer Psychologe, Psychoanalytiker und Publizist                                                    | 93    |       |
| 18. März | Teresa Hamel                                | chilenische Schriftstellerin                                                                                    | 86    |       |
| 18. März | Leopold Kern                                | österreichischer Landwirt und Abgeordneter zum Nationalrat                                                      | 86    |       |
| 18. März | Sol Linowitz                                | US-amerikanischer Jurist, Manager und Diplomat                                                                  | 91    |       |
| 18. März | Werner Mundt                                | deutscher Boxer                                                                                                 | 66    |       |
| 18. März | János Rácz                                  | ungarischer Mathematiker, Lehrer und Autor                                                                      | 85    |       |
| 18. März | Maria Rosseels                              | flämisch-belgische Schriftstellerin und Journalistin                                                            | 88    |       |
| 19. März | John DeLorean                               | US-amerikanischer Manager und Sportwagenbauer                                                                   | 80    |       |
| 19. März | Horst Hähle                                 | deutscher Glasmaler                                                                                             | 81    |       |
| 19. März | Hellema                                     | niederländischer Schriftsteller und Widerstandskämpfer                                                          | 84    |       |
| 19. März | Rudolf Herlt                                | deutscher Journalist                                                                                            | 85    |       |
| 19. März | Werner Jackstädt                            | deutscher Unternehmer, Mäzen und Stifter                                                                        | 80    |       |
| 19. März | Knox Ramsey                                 | US-amerikanischer American-Football-Spieler                                                                     | 79    |       |
| 19. März | Gertrude Wilhelmsen                         | US-amerikanische Leichtathletin                                                                                 | 92    |       |
| 20. März | Heinrich Eiber                              | deutscher Landwirt und Politiker (CSU)                                                                          | 89    |       |
| 20. März | Ingeborg Euler                              | deutsche Fernsehjournalistin                                                                                    | 77    |       |
| 20. März | Walter Hopps                                | US-amerikanischer Museumsdirektor und Kurator                                                                   | 72    |       |
| 20. März | Josip Jernej                                | kroatischer Romanist, Italianist und Lexikograf                                                                 | 95    |       |
| 20. März | Berta Liebmann                              | österreichische Mundartdichterin und Schriftstellerin                                                           | 91    |       |
| 20. März | Alfred Rattray                              | jamaikanischer Rechtsanwalt, Politiker und Diplomat                                                             | 80    |       |
| 20. März | Walter Reuter                               | deutscher Fotograf und Widerstandskämpfer                                                                       | 99    |       |
| 21. März | Vekoslav Grmič                              | jugoslawischer bzw. slowenischer Geistlicher und Weihbischof in Maribor                                         | 81    |       |
| 21. März | Willi Grün                                  | deutscher Baptistenpastor, Theologe und Journalist                                                              | 94    |       |
| 21. März | Barney Martin                               | US-amerikanischer Schauspieler                                                                                  | 82    |       |
| 21. März | Helmut Schlierbach                          | SS-Sturmbannführer und Gestapo-Chef von Straßburg                                                               | 91    |       |
| 21. März | Bobby Short                                 | US-amerikanischer Sänger und Pianist                                                                            | 80    |       |
| 21. März | Edmund Stadler                              | Schweizer Theaterwissenschaftler                                                                                | 92    |       |
| 21. März | Christa Vogel                               | deutsche Übersetzerin                                                                                           | 61    |       |
| 22. März | Vernon Carrington                           | Gründer der Glaubensgemeinschaft Zwölf Stämme Israels                                                           | 68    |       |
| 22. März | Clemente Domínguez y Gómez                  | spanischer Geistlicher, Oberhaupt der Palmarianisch-Katholischen Kirche                                         | 58    |       |
| 22. März | Günter Felke                                | deutscher Unternehmer                                                                                           | 75    |       |
| 22. März | Gemini Ganesan                              | indischer Schauspieler                                                                                          | 85    |       |
| 22. März | Josefine Hawelka                            | österreichische Gastronomin, Gründerin und Betreiberin des Café Hawelka                                         | 91    |       |
| 22. März | Albert Leibenfrost                          | österreichischer Politiker der ÖVP und Wirtschaftsfachmann                                                      | 82    |       |
| 22. März | Lars Leiro                                  | norwegischer Politiker, Mitglied des Storting und Grundbesitzer                                                 | 90    |       |
| 22. März | Kenzō Tange                                 | japanischer Architekt                                                                                           | 91    |       |
| 22. März | Paul Trappe                                 | deutscher Soziologe                                                                                             | 73    |       |
| 23. März | Wim Jennen                                  | niederländischer Radrennfahrer                                                                                  | 47    |       |
| 23. März | David Kossoff                               | englischer Schauspieler                                                                                         | 85    |       |
| 23. März | Leona Rostenberg                            | US-amerikanische Buchantiquarin und Historikerin                                                                | 96    |       |
| 23. März | Erik Wintersberger                          | österreichischer Manager und Politikwissenschaftler                                                             | 97    |       |
| 24. März | Johann Adamik                               | deutscher Fußballspieler                                                                                        | 79    |       |
| 24. März | Gilles Aillaud                              | französischer Maler, Grafiker, Bühnenbildner und Autor                                                          | 76    |       |
| 24. März | Hartwig Beseler                             | deutscher Landeskonservator                                                                                     | 85    |       |
| 24. März | Volker Bigl                                 | deutscher Neurochemiker                                                                                         | 63    |       |
| 24. März | Patrick Cardy                               | kanadischer Komponist, Musikpädagoge und Flötist                                                                | 51    |       |
| 24. März | Johannes Conrad                             | deutscher Schriftsteller und Satiriker                                                                          | 75    |       |
| 24. März | René Derolez                                | belgischer Mediävist und Runologe                                                                               | 83    |       |
| 24. März | Joe Fenech                                  | maltesischer Politiker                                                                                          | 73    |       |
| 24. März | Mare Kandre                                 | schwedische Schriftstellerin                                                                                    | 42    |       |
| 24. März | Vasile Spătărelu                            | rumänischer Komponist, Musikwissenschaftler und -pädagoge                                                       | 66    |       |
| 25. März | Greg Garrison                               | US-amerikanischer Produzent und Regisseur                                                                       | 81    |       |
| 25. März | Davis McCaughey                             | kirchlicher Würdenträger der Uniting Church in Australia                                                        | 90    |       |
| 25. März | Natty U                                     | deutscher Reggae-Sänger und Musikproduzent                                                                      | 49    |       |
| 25. März | Maria Oster                                 | österreichische Schriftstellerin                                                                                | 88    |       |
| 25. März | Wolfgang Weißmüller                         | deutscher Prähistoriker                                                                                         | 54    |       |
| 26. März | Achiam                                      | israelisch-französischer Bildhauer                                                                              | 89    |       |
| 26. März | Gert Augst                                  | deutscher Kirchenmusiker                                                                                        | 77    |       |
| 26. März | James Callaghan                             | Mitglied des House of Commons und Premierminister                                                               | 92    |       |
| 26. März | Einar Bragi                                 | isländischer Dichter, Verleger und Übersetzer                                                                   | 83    |       |
| 26. März | Paul Hester                                 | australischer Musiker                                                                                           | 46    |       |
| 26. März | Wolfgang Kaiser                             | deutscher Informatiker                                                                                          | 82    |       |
| 26. März | Harald Patzer                               | deutscher Klassischer Philologe                                                                                 | 94    |       |
| 26. März | Karl-Heinz Singer                           | deutscher Fußballspieler (DDR)                                                                                  | 77    |       |
| 27. März | Wilfred Gordon Bigelow                      | kanadischer Herzchirurg                                                                                         | 91    |       |
| 27. März | Paul Jahnel                                 | deutscher Fußballspieler                                                                                        | 77    |       |
| 27. März | Fernando Jiménez del Oso                    | spanischer Schriftsteller                                                                                       | 63    |       |
| 27. März | Ahmed Zaki                                  | ägyptischer Schauspieler                                                                                        | 55    |       |
| 28. März | Gerhardt Alleweldt                          | deutscher Weinbauexperte und Rebenzüchter                                                                       | 77    |       |
| 28. März | Tom Bevill                                  | US-amerikanischer Soldat, Rechtsanwalt und Politiker                                                            | 84    |       |
| 28. März | Hermann Lause                               | deutscher Schauspieler                                                                                          | 66    |       |
| 28. März | Aivo Lõhmus                                 | estnischer Schriftsteller und Kritiker                                                                          | 54    |       |
| 28. März | Emmy Lopes Dias                             | niederländische Schauspielerin                                                                                  | 85    |       |
| 28. März | Pál Losonczi                                | ungarischer kommunistischer Politiker                                                                           | 85    |       |
| 28. März | Moura Lympany                               | englische Pianistin                                                                                             | 88    |       |
| 28. März | Elías Randal                                | argentinischer Tangosänger und -komponist                                                                       | 85    |       |
| 28. März | Gerhard Schmatz                             | deutscher Bergsteiger                                                                                           | 75    |       |
| 28. März | Constance Webb                              | US-amerikanisches Model, Schauspielerin und Autorin                                                             | 86    |       |
| 29. März | William Paton Cleland                       | australischer Arzt                                                                                              | 92    |       |
| 29. März | Johnnie Cochran                             | US-amerikanischer Rechtsanwalt                                                                                  | 67    |       |
| 29. März | Günter Erxleben                             | deutscher Journalist in der DDR                                                                                 | 95    |       |
| 29. März | Gerald Grawert                              | deutscher theoretischer Physiker                                                                                | 75    |       |
| 29. März | Edward Dennis Head                          | US-amerikanischer Geistlicher, Bischof von Buffalo                                                              | 85    |       |
| 29. März | Howell Heflin                               | US-amerikanischer Politiker (Demokratische Partei)                                                              | 83    |       |
| 29. März | Ansgar Janke                                | deutscher Pianist und Hochschullehrer                                                                           | 63    |       |
| 29. März | Miltos Sachtouris                           | griechischer Lyriker                                                                                            | 85    |       |
| 29. März | Giorgos Sisilianos                          | griechischer Komponist                                                                                          | 84    |       |
| 29. März | Wolfgang Walter                             | deutscher Chemiker                                                                                              | 85    |       |
| 30. März | Andreas von Arnim                           | deutscher Manager                                                                                               | 46    |       |
| 30. März | Robert Creeley                              | US-amerikanischer Dichter und Schriftsteller                                                                    | 78    |       |
| 30. März | Alan Dundes                                 | US-amerikanischer Ethnologe und Folklorist                                                                      | 70    |       |
| 30. März | Peter Gaeffke                               | deutscher Sprachwissenschaftler                                                                                 | 77    |       |
| 30. März | Felicitas Goodman                           | Ethnologin, Schamanismus-, Ekstase- und Tranceforscherin                                                        | 91    |       |
| 30. März | Leo Fritz Gruber                            | deutscher Fotograf, Photokina-Mitgründer und Fotosammler                                                        | 96    |       |
| 30. März | Fred Korematsu                              | US-amerikanischer Bürgerrechtler japanischer Herkunft                                                           | 86    |       |
| 30. März | Derrick Plourde                             | US-amerikanischer Schlagzeuger                                                                                  | 33    |       |
| 30. März | Eric Roll, Baron Roll of Ipsden             | britischer Wirtschaftswissenschaftler, Beamter und Bankier                                                      | 97    |       |
| 30. März | Waltraud Schütz                             | österreichische Sozialwissenschaftlerin und Politikerin (SPÖ), Abgeordnete zum Nationalrat                      | 48    |       |
| 31. März | Renato Arlati                               | Schweizer Schriftsteller                                                                                        | 69    |       |
| 31. März | Virginia Coffman                            | US-amerikanische Schriftstellerin                                                                               | 90    |       |
| 31. März | Georg Elwert                                | deutscher Ethnosoziologe                                                                                        | 57    |       |
| 31. März | Om Prakash Jindal                           | indischer Politiker und Unternehmer                                                                             | 74    |       |
| 31. März | Claus Jurichs                               | deutscher Schauspieler und Synchronsprecher                                                                     | 70    |       |
| 31. März | Stanley J. Korsmeyer                        | US-amerikanischer Krebsforscher                                                                                 | 54    |       |
| 31. März | Walter Plata                                | deutscher Schriftsetzer und Typograf                                                                            | 79    |       |
| 31. März | Stanley Sadie                               | britischer Musikwissenschaftler und Musikkritiker                                                               | 74    |       |
| 31. März | Terri Schiavo                               | US-amerikanische Komapatientin                                                                                  | 41    |       |